# روجر هاربر (لاعب كرة قدم أمريكية)
روجر هاربر (بالإنجليزية: Roger Harper)‏ هو لاعب كرة قدم أمريكية أمريكي، ولد في 26 أكتوبر 1970 في كولومبوس في الولايات المتحدة.

## وصلات خارجية
- روجر هاربر على موقع مرجع كرة القدم المحترفة.كوم (الإنجليزية)